# Париж — Рубе 2016
Париж — Рубе 2016 — 114-я однодневная гонка и 10-я в Мировом Туре UCI 2016 года, стартовала 10 апреля 2016 года во Франции. Это одна из Классических велогонок в сезоне. Прошлогодний победитель Джон Дегенкольб из команды Team Giant-Alpecin не смог принять участие в защите титула из-за травм, полученных в результате ДТП во время одной из предсезонных тренировок.. Том Бонен из Etixx-Quick Step был настроен в пятый рекордный раз победить на монументальной классике и собрать пятый "булыжник" в карьере. Всю гонку его команда вывозила его на финиш, и успех был очень близко, но австралиец Метью Хейман из команды Orica-GreenEDGE в финишном спринте оказался сильнее и впервые в карьере, в свои 37 лет, выиграл гонку Мирового Тура UCI.

## Маршрут

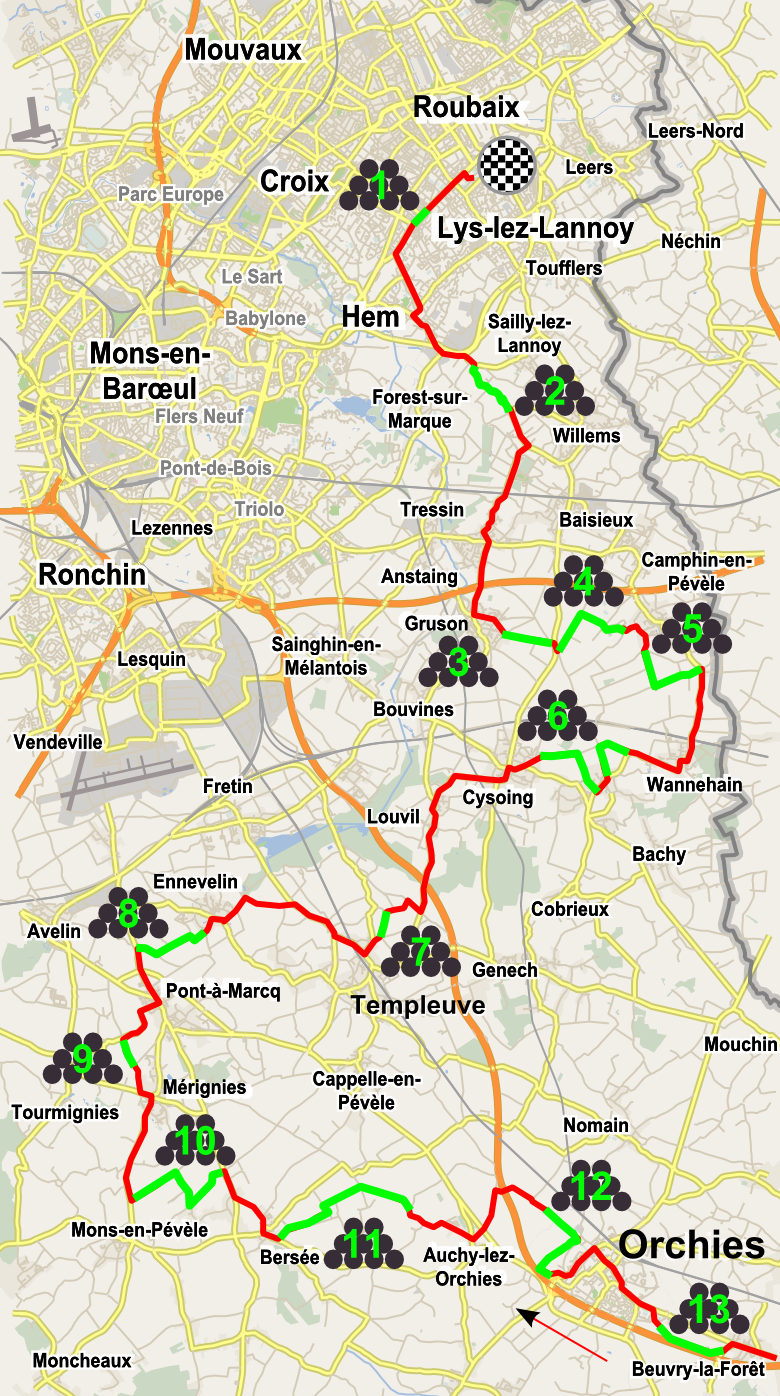
"Последние булыги" перед финишем

Гонщики стартуют в Компьень и финишируют в Рубе. Спортсменам предстоит преодолеть почти 258 километров. По маршруту гонки будет 27 участков с брусчаткой общей протяжённостью 55 км.

## Команды участники
В гонке примут участие 25 команд (18 UCI WorldTeams, 7 UCI Professional Continental teams), представивших по 8 гонщиков. Общее количество вышедших на старт — 200 райдеров.
| UCI WorldTeams (18)- AG2R La Mondiale - Astana - BMC Racing Team - Cannondale - Dimension Data - Etixx-Quick Step - FDJ - Giant-Alpecin - IAM Cycling - Katusha - Lampre-Merida - Lotto NL-Jumbo - Lotto-Soudal - Movistar Team - Orica-GreenEDGE - Sky - Tinkoff - Trek-Segafredo UCI Professional Continental Teams (7)- Bora-Argon 18 - Cofidis, Solutions Crédits - Delko-Marseille Provence-KTM - Direct Énergie - Fortuneo-Vital Concept - Topsport Vlaanderen-Baloise - Wanty-Groupe Gobert |
| |

### Российские участники
Team Katusha : Вячеслав Кузнецов (67), Владимир Исайчев (сход), Александр Порсев (сход)
 Tinkoff : Павел Брутт (74), Николай Трусов (73)

### Результаты
|    | Гонщик                      | Команда          | Время      |
| -- | --------------------------- | ---------------- | ---------- |
| 1  | Метью Хейман (AUS)          | Orica-GreenEDGE  | 5h 51' 53" |
| 2  | Том Бонен (BEL)             | Etixx-Quick Step | + 0"       |
| 3  | Иан Станнард (GBR)          | Team Sky         | + 0"       |
| 4  | Сеп Ванмарке (BEL)          | Lotto NL-Jumbo   | + 0"       |
| 5  | Эдвальд Боассон Хаген (NOR) | Dimension Data   | + 3"       |
| 6  | Хенрик Хаусслер (AUS)       | IAM Cycling      | + 1' 00"   |
| 7  | Марсель Зиберг (GER)        | Lotto Soudal     | + 1' 00"   |
| 8  | Алексей Сарамотин (LAT)     | IAM Cycling      | + 1' 00"   |
| 9  | Иманоль Эрвити (ESP)        | Movistar Team    | + 1' 07"   |
| 10 | Адриан Пети (FRA)           | Direct Énergie   | + 2' 20"   |